# Aušra Augustinavičiūtė
Aušra Augustinavičiūtė (4. dubna 1927 Kaunas – 19. srpna 2005 Vilnius) byla litevská socioložka. Vystudovala ekonomiku, kterou uplatnila na litevském ministerstvu financí. Později se věnovala výuce politických věd a sociologie. Je autorkou mnoha vědeckých objevů, které byly zveřejněny převážně až po pádu Sovětského svazu.[zdroj?] Je zakladatelkou psychologické typologie zvané socionika, vycházející z díla Carla Gustava Junga. Ta je málo známa v západním světě, ale dostalo se jí velké pozornosti v zemích bývalého Sovětského svazu. Oblíbená je například u ukrajinských novopohanů. Socionika je však označována za pseudovědu.
Za svou práci v roce 1995 získala ocenění Pjotra Kapicy. Její přínos v oblasti sociologie je nesporný a její psychologická metoda nabírá v posledních letech na oblibě po celém světě včetně České republiky.[zdroj?]

## Socionika
Největším jejím objevem a úspěchem bylo vybudování systému psychologické metody zvané socionika. Tato metoda je dodnes vyučována na speciálním Institutu socioniky v ukrajinském Kyjevě či v Rusku.
Název socionika byl odvozen od slova „society“ (společnost). Aušra Augustinavičiūtė věřila, že každý typ osobnosti má svůj přesný účel, kterým může být společnosti prospěšný. Na základě pozorování definovala, jak tyto typy osobností spolupracují, čímž vysvětlila, proč si někteří lidé rozumí méně a někteří více.[zdroj?]
Její práce vycházela z výzkumů Carla Gustava Junga a to především z jeho pozorování vědomí a nevědomí.

### Tři aspekty dělení osobností
Carl Gustav Jung jako první stanovil 3 aspekty (neboli rozdílnosti), podle kterých dělil lidi:
- extrovertní – introvertní typ
- myslící – cítící typ
- intuitivní – vnímavý typ

### Čtvrtý aspekt
Aušra Augustinavičiūtė tyto 3 aspekty rozšířila o aspekt čtvrtý:
- racionální – iracionální typ

Na základě těchto 4 aspektů rozdělila společnost na 16 typů lidí s různými druhy chování, silnými stránkami a slabými stránkami. Socionice podobná je typologie MBTI, která vychází ze stejných aspektů, nicméně je jednodušší, nevysvětluje tolik podvědomí a nepracuje tak se vztahy jako socionika.